# Коваленко Андрій Вікторович
Андрій Вікторович Коваленко (нар. 29 червня 1976, Катюжанка) — український художник, живописець-монументаліст, станковіст, іконописець, член Національної спілки художників України (2008).

## Освіта
- 1996—1999 —Київський художньо-промисловий технікум, факультет графічного дизайну.
- 1999—2005 — Національна академія образотворчого мистецтва і архітектури.
- З 2001 — майстерня монументального живопису та храмової  культури професора М. А. Стороженка.

## Творча діяльність

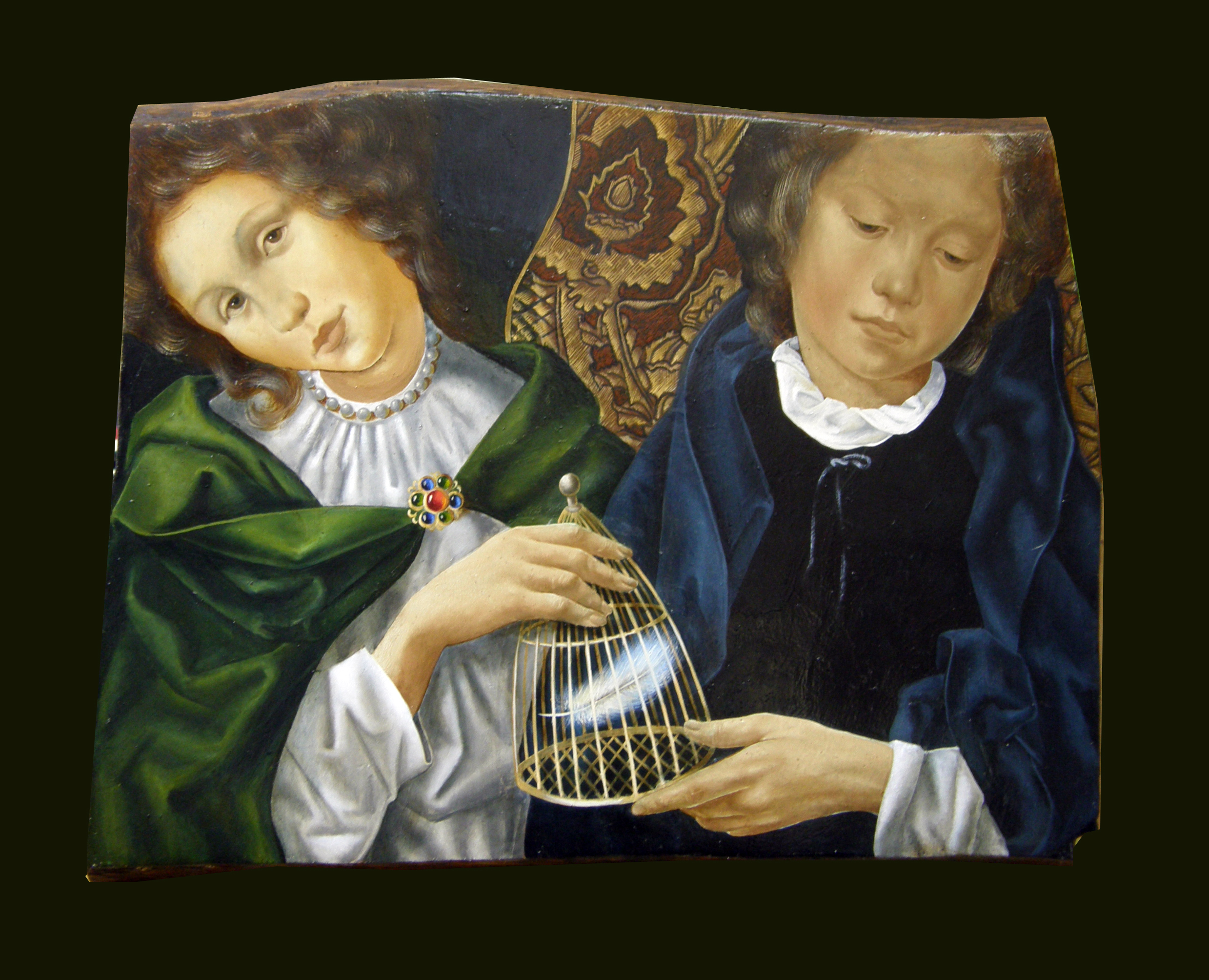

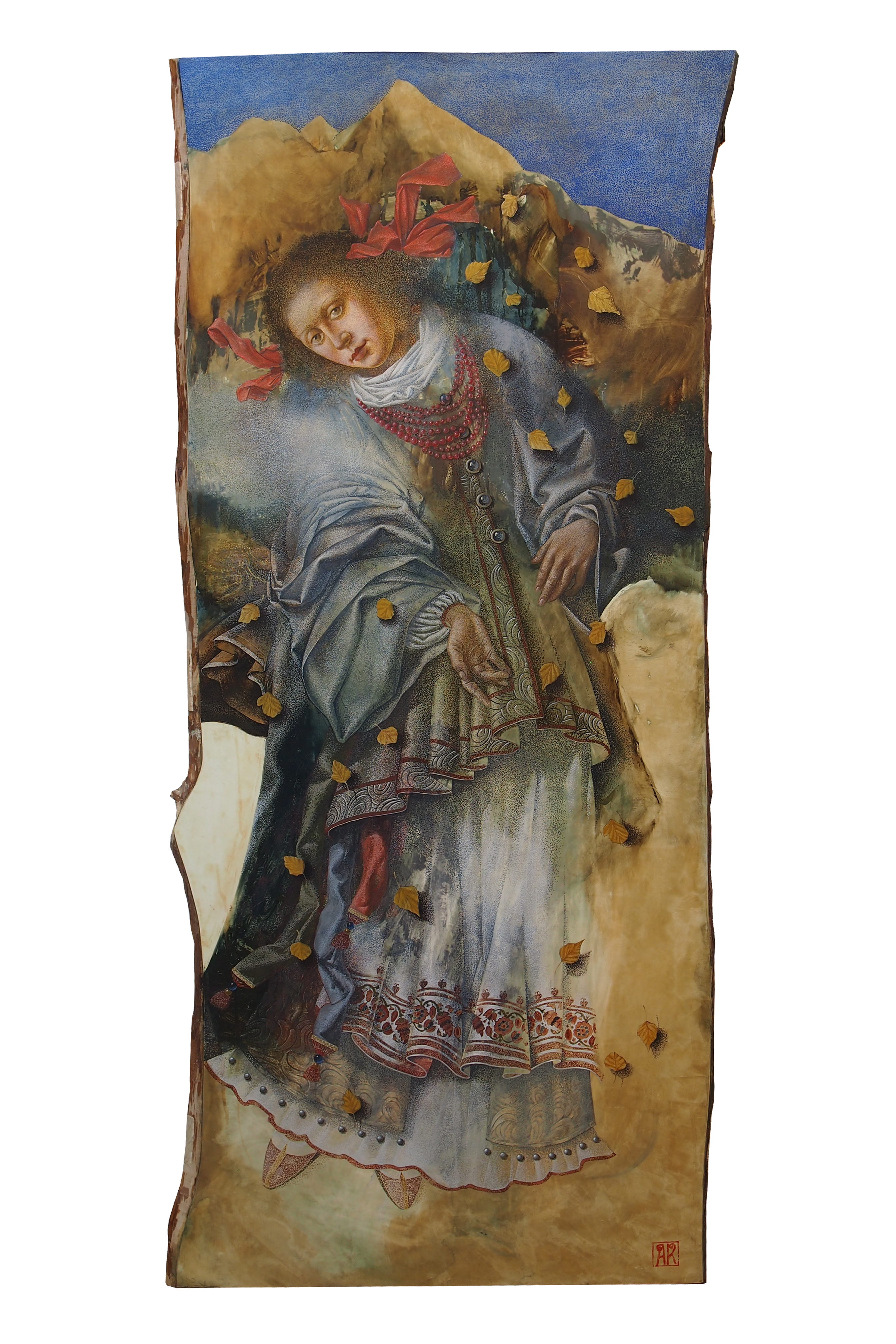

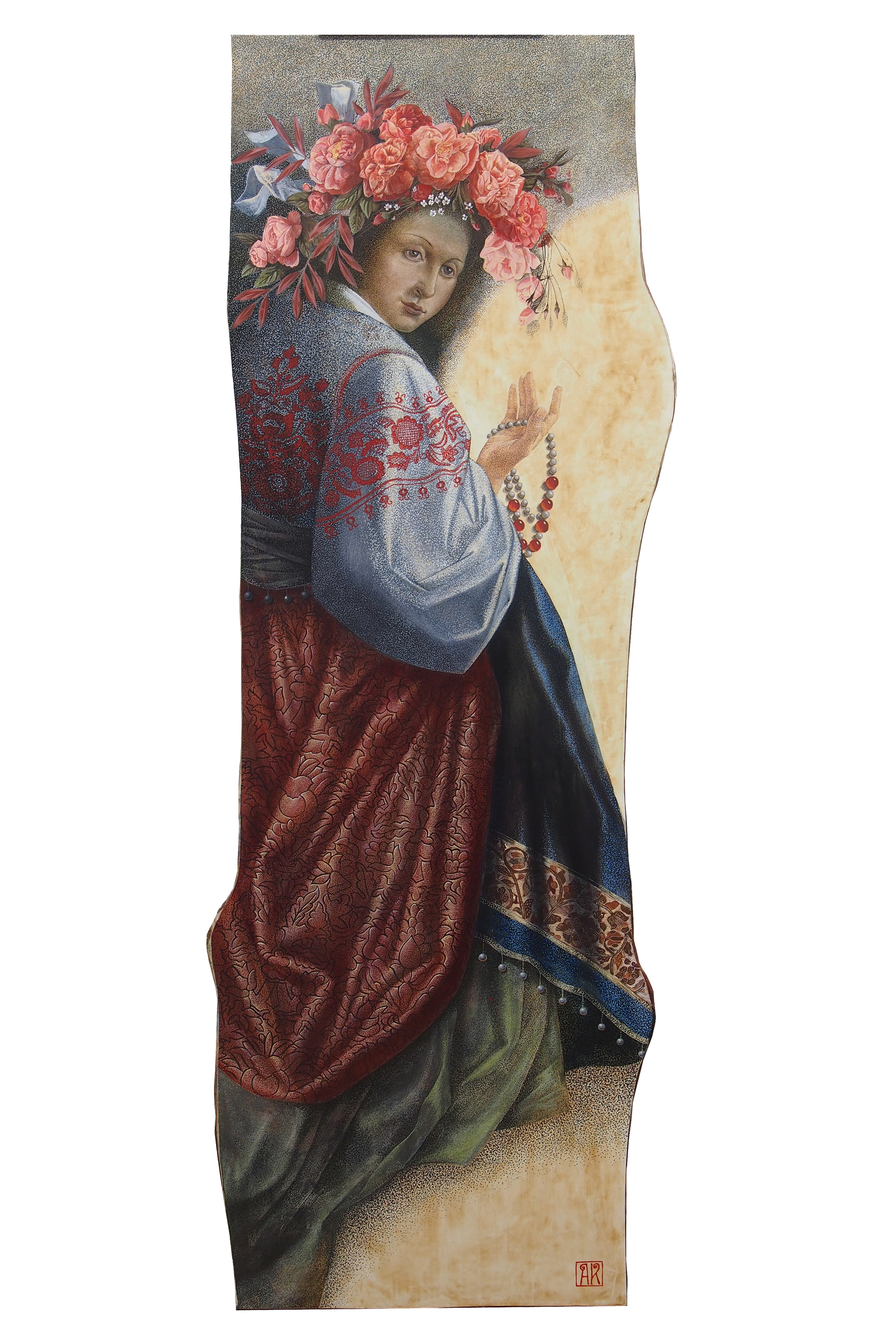

- З 2005 — асистент-стажист в майстерні монументального живопису та храмової культури професора М.А.Стороженка.
- З 2002 — член  молодіжного відділення Національної спілки художників України.
- З 2008 — член Національної спілки художників України.

Постійний учасник всеукраїнських та міжнародних художніх виставок з 1999 року.
Роботи знаходяться в приватних колекціях України, Росії, США, Польщі, Німеччини, Ісландії.

## Вибрані твори
«Дзвін священної лози» (2005), «Акорди білого», «Роздуми», «Без назви» (усі — 2006), «Тиша», «У синьому береті», «Погляд», «Пісня», «Вінок», триптих «Ненароджені таланти» (усі — 2007), «Св. Миколай» (2008), «Барокове марево» (2009), «Св. Варвара», «Мисливець», «Рівновага», «Благовіщення» (усі — 2011), «День і Ніч» (2012), «Пісня» (2013), «Шепіт», «Золотий дощ» (обидві — 2016).

## Виставкова діяльність

### У 1999—2009 роках
- 1999 — участь у конкурсі-виставці ім. Віктора Зарецького
- 1999 — участь у виставці «Мальовнича Україна»
- 2000 — участь у конкурсі-виставці ім. Дмитренка
- 2001 — участь у виставці «Мальовнича Україна»
- 2002 — участь у пленері в селі Вілково
- 2003 — участь у пленері у місті Немірів
- 2004 — участь у Всеукраїнській різдвяній художній виставці
- 2005 — участь у Всеукраїнській художній виставці до Дня Незалежності України
- 2005 — участь у виставці у галереї «Університет», м. Київ
- 2005 — участь у виставці «Україна від Трипілля до сьогодення»,  м. Київ
- 2006 — участь у виставці «Сучасний український краєвид», м. Полтава
- 2007 — участь у Всеукраїнській різдвяній художній виставці, м. Київ
- 2008 — симпозіум-виставка  «Українське сакральне мистецтво кінця ХХ — початку ХХІ століття»
- 2009 — участь у виставці «Мексиканські та українські ікони у творчості ікономалярів України»
- 2009 — участь у виставці «Агнець Істини», м. Київ, галерея «Хлібня»

### З 2010 року
- 2010 — виставка «Колір страстей»,  м. Київ, галерея «Хлібня»
- 2010 — участь у всеукраїнській виставці «Україна від Трипілля  до сьогодення», м. Київ
- 2010 — участь у  ІІ Міжнародній виставці FINEART, м. Київ
- 2010 — участь у виставці присвяченій 15-ти річчю майстерні живопису та храмової культури «Від школи до Храму», м. Київ
- 2010 — виставка «Видіння бароко», м. Львів, галерея ICONART[1]
- 2011 — участь у  ІІІ  Міжнародній виставці FINEART, м. Київ
- 2011 — участь у Міжнародній виставці АРТМАНЕЖ 2011, м. Москва
- 2011 — виставка «За тінню золота», м. Львів, ICONART[2]
- 2012 — участь у Всеукраїнській виставці «Україна від Трипілля  до сьогодення», ЦБХ,  м. Київ
- 2012 — участь у Московському міжнародному художньому салоні ЦБХ 2012 «Пути-дороги», м. Москва
- 2012 — участь у виставці «BEGEGNUNGEN in St.Katharina», Німеччина
- 2012 — участь у виставці «Kiew zu Gast», м. Дюссельдорф, Німеччина
- 2013 — участь у Московському міжнародному художньому салоні ЦБХ 2013 «Процес», м. Москва
- 2013 — участь у Всеукраїнська трієнале живопису, м.Київ
- 2013 — участь у виставці  «День Свободи», ЦБХ,  м. Київ
- 2013 — участь у Міжнародній виставці Art Shopping Octobre 2013 au Carrousel du Louvre – Paris, м. Париж
- 2014 — участь у Московському міжнародному художньому салоні ЦБХ 2014 «Связь времен», м. Москва
- 2014 — участь у Всеукраїнській антивоєнній миротворчій виставці «Надія», ЦБХ,  м. Київ
- 2015—2016 —участь у Всеукраїнській різдвяній виставці, ЦБХ,  м. Київ
- 2016 — участь у виставці в Українському Гуманітарному ліцеї КНУ ім. Т. Г. Шевченка
- 2016 — участь у Всеукраїнській виставці до Дня художника, ЦБХ,  м. Київ
- 2017 — виставка «Свято», м. Львів, ICONART